# Арадански хребет
Арада̀нския хребет (на руски: Араданский хребет) е планински хребет в Южен Сибир, в най-южната част на Красноярски край, част от планинската система на Западните Саяни. Разроложен е източно от река Енисей, в басейните на реките Казирсук, Болшой Тепсел и Ус (десни притоци на Енисей) и се простира от запад на изток на протежение от около 60 km. Максимална височина 2456 m в най-източната част. Изграден е от метаморфни шисти, пясъчници и гранити. От него водят началото си реките Казирсук и Болшой Тепселе и няколко десни притоци на река Ус. По склоновете му преобладава планинската тайга.
Араданският хребет е открит, първично изследван и топографски заснет през 1858 г. от немския астроном и геодезист на руска служба Лудвиг Шварц.

## Топографски карти
- N-46-В М 1:500 000[2]
- N-46-Г М 1:500 000[3]